# Serguei Gorodetski
Serguei Mitrofànovitx Gorodetski (rus: Серге́й Митрофа́нович Городе́цкий  sʲɪrˈɡʲej mʲɪtrɐˈfanəvʲɪtɕ ɡərɐˈdʲɛtskʲɪj (?·pàg.) nascut el 17 de gener (5 de gener segons el calendari julià) del 1884 a Sant Petersburg i mort el 8 de juny del 1967a Óbninsk, fou un poeta i traductor rus i soviètic. Després d'un període de simbolisme, es va convertir en un important representant de l'acmeisme, que es va caracteritzar per una claredat representativa.

## Vida i obra
Serguei Gorodetski va estudiar amb Aleksandr Blok història, llengua i literatura a la Universitat de Sant Petersburg. Inicialment va ser seguidor del simbolisme rus, influenciat per Viatxeslav Ivànov, Aleksandr Blok i Konstantín Balmont. Aquesta tendència es va caracteritzar per un retorn a la pagana mitologia eslava i la força primordial d'allò primitiu, que es manifestava en relació amb el culte a la natura.
Després del cop bolxevic de Lenin el 1917, Gorodetski va escriure els poemes polítics "La cançó del Partit", "Salutacions del poeta proletari" (1921), "El dia del partit" (1931, 1958) i "Els astronautes" (1962). Aquests textos havien evitat decantar-se obertament pel simbolisme. Usaven un llenguatge quotidià clar en el camp poètic, en comptes d'un d'enigmàtic i misteriós. Van ser atribuïts a l'acmeisme en la seva mundanitat i problemes immediats.
És, amb Nikolai Gumiliov, el creador de la Confraria dels poetes (rus: Цех поэтов Tsekh poétov), a imatge i semblança dels gremis medievals. Aquest gremi es va tornar en contra de la oculta i complicada ambigüitat del simbolisme. A més de Gumiliov, altres poetes membres de la confraria foren Anna Akhmàtova i Óssip Mandelxtam. Entre els seus precursors més importants hi havia Mikhaïl Kuzmín i Innokenti Ànnenski- A partir del 1913, Gorodetski va publicar a la revista Apol·lon, en la qual van aparèixer poemes i articles teòrics.